# Ranunculus napahaiensis
Ranunculus napahaiensis är en ranunkelväxtart som beskrevs av Wen Tsai Wang och L.Liao. Ranunculus napahaiensis ingår i släktet ranunkler, och familjen ranunkelväxter. Inga underarter finns listade i Catalogue of Life.